# Franz Haniel
Johannes Franciscus „Franz“ Haniel (ur. 20 listopada 1779 w dzielnicy Ruhrort – dzisiaj Duisburg, zm. 24 kwietnia 1868 tamże) – niemiecki przedsiębiorca. Jego imieniem i nazwiskiem nazwano rodzinny biznes – Franz Haniel & Cie.. Syn niemieckiej przedsiębiorczyni – Aletty Haniel.

## Życiorys
Franz Haniel był najmłodszym synem Aletty i Jacoba Wilhelma Haniela, który to w 1756, przed bramami dzielnicy Ruhrort zbudował tak zwany – niem. Packhaus – budynek mieszkalno-biurowy. Dzisiaj znajduje się tam Muzeum Haniel. Zgodę na zbudowanie tam domu otrzymał od króla Prus – Fryderyka II Wielkiego. W tym budynku, 23 lata później urodził się Franz Haniel.
Haniel miał jedenaścioro rodzeństwa. Tylko czworo dzieci osiągnęło wiek dorosły – w tym Franz Haniel i jego starszy brat, Gerhard (1774-1834).
Matka Haniela przywiązywała dużą wagę do wszechstronnego wykształcenia, więc Haniel uczył się czytać, pisać, ortografii, geografii, francuskiego, tańca, gry na flecie i skrzypcach. Podczas rewolucji francuskiej, 15- letni Haniel musiał porzucić szkołę i pomagać w biurze, przy rodzinnym biznesie.

### Rodzinny biznes
Od 1796 Haniel pracował razem ze swoim bratem Gerhardem w rodzinnej firmie, ale dopiero później, w 1798 Franz Haniel pogłębił swoje zainteresowanie spedycją podczas dalszego szkolenia w firmie handlowej – (niem. J. Hr. Weingärtner Sohn). W 1799 zakończył edukacje w Moguncji i wrócił do domu.
Prawdopodobnie w 1802, a być może jeszcze dłużej, Franz Haniel był właścicielem własnej firmy węglowo-spedycyjnej, firmy Franz Haniel. Od tego czasu część jego zainteresowań biznesowych koncentrowała się na węglu.
W 1803 Haniel zainteresował się hutami żelaza – St. Antony i Neu-Essen. Obliczył wtedy, że posiadanie dwóch hut, w których Hanielowie prowadzili już interesy od dziesięciu lat, powinno być opłacalne. Huty w dzisiejszym Oberhausen zakupił w 1805, później nabył trzecią – Gute Hoffnung. 
Związek i przedstawicielstwo hut stali – Jacobi, Haniel & Huyssen (JHH) został założony w 1808. Oprócz Franza Haniela w ten biznes zaangażowani byli także jego brat Gerhard i dwaj szwagrowie: Heinrich Huyssen (1779–1870) i Gottlob Jacobi (1770–1823). Budując maszyny parowe, statki, lokomotywy, szyny i mosty, Haniel & Huyssen wnieśli istotny wkład w uprzemysłowienie Zagłębia Ruhry: pierwszą maszynę parową zbudowano w 1814.
W 1829 firma (JHH) zbudowała stocznię w dzielnicy Ruhrort. Rok później ukończono budowę pierwszego parowca, który został nazwany – niem. Stadt Mainz. W 1839 Jacobi, Haniel & Huyssen (JHH) wyprodukowali pierwszą lokomotywę parową – niem. Ruhr, z której korzystała kolej Main-Taunus. Od tego czasu firma (JHH) dostarczała indywidualne komponenty do mostów. Haniel i spółka budowali mosty kolejowe, które dostarczano również za granicę, najpierw do Holandii – następnie w latach 1875–1876 do Rosji, a od 1883 do 1884 – do Kolumbii Południowoamerykańskiej.
W 1847 Franz Haniel otworzył kopalnię węgla – niem. Zeche Zollverein w Essen.

## Życie prywatne
14 lutego 1806 Franz Haniel poślubił Friederike Christine Huyssen, pochodzącą z rodziny patrycjuszy. Huyssen była współwłaścicielką kopalni i od 1819 zarządzała dużą częścią majątku rodziny Haniel. Friederike Haniel urodziła jedenaścioro dzieci, dziesięciu synów i jedną córkę – Thusneldę, która po wyjściu za mąż była częścią znaczącej rodziny – Cockerill.
Franz Haniel zmarł kilka miesięcy po śmierci swojej żony, Friederike – 24 kwietnia 1868 z tęsknoty za ukochaną. W domu, w którym urodził się, na Ruhrorcie. Jego syn – Hugo Haniel przejął po jego śmierci firmę i obowiązki.

## Upamiętnienie
- Gimnazjum Franza Haniela w Duisburgu, w dzielnicy Homberg;
- Plac Franza-Haniela – (niem. Franz-Haniel-Platz) w Duisburgu, na Ruhrorcie;
- Ulica Franza-Haniela – (niem. Franz-Haniel-Platz) w Moers;
- Pomnik Franza Haniela[6], zaprojektowany przez Waldemara Ottona, znajdujący się w parku Rheinpreußen od 1992 (niem. Rheinpreußenpark), w Duisburgu-Homberg;
- Kopalnia – Franz Haniel w Bottropie i związany z nim usyp – Haniel;
- Huta żelaza – Gute Hoffnung, hutą Franza Haniela;
- Pomnik Franza Haniela w Oberhausen na ulicy Antonie – (niem. Antoniestraße).

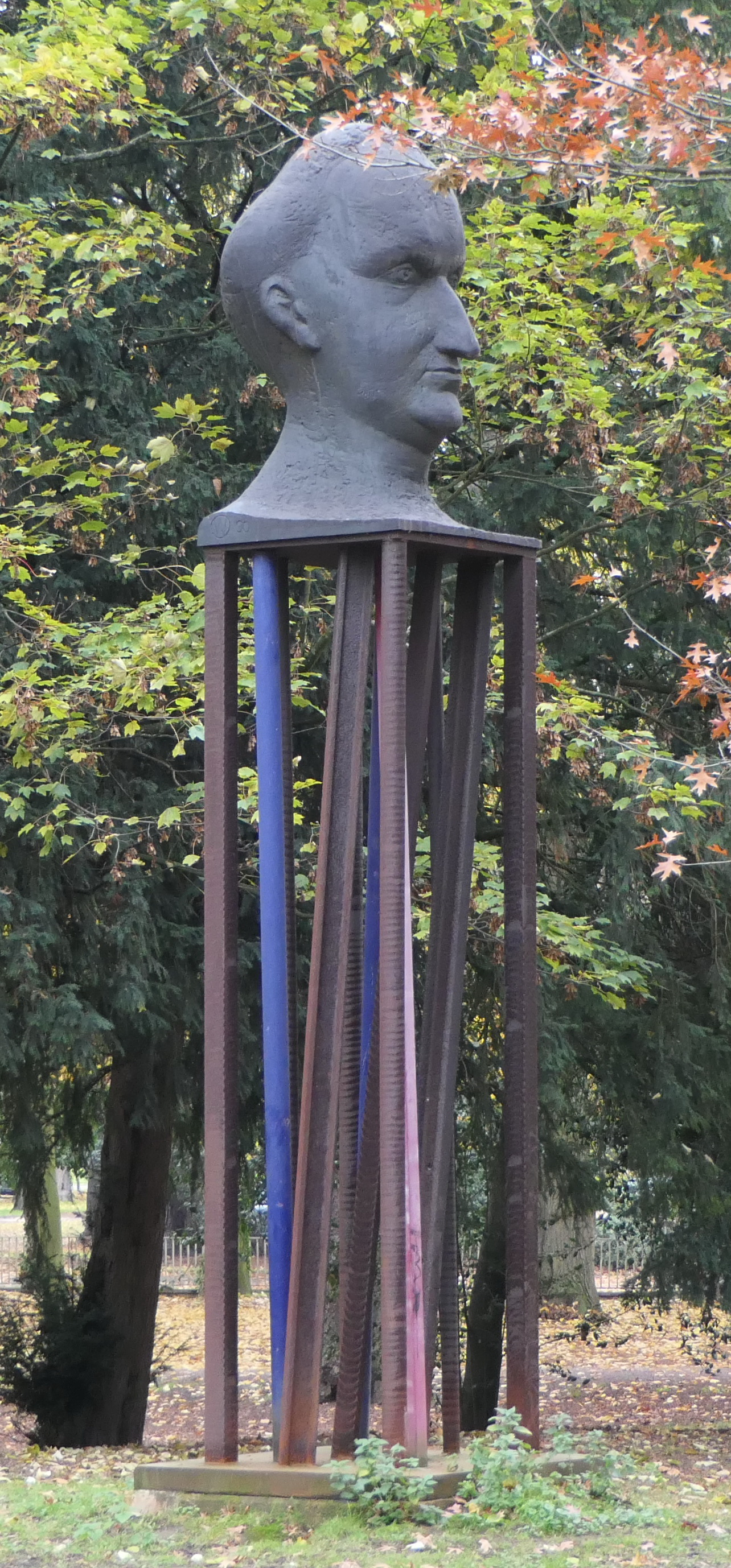
Pomnik Franza Haniela zaprojektowany przez Waldemara Ottona.
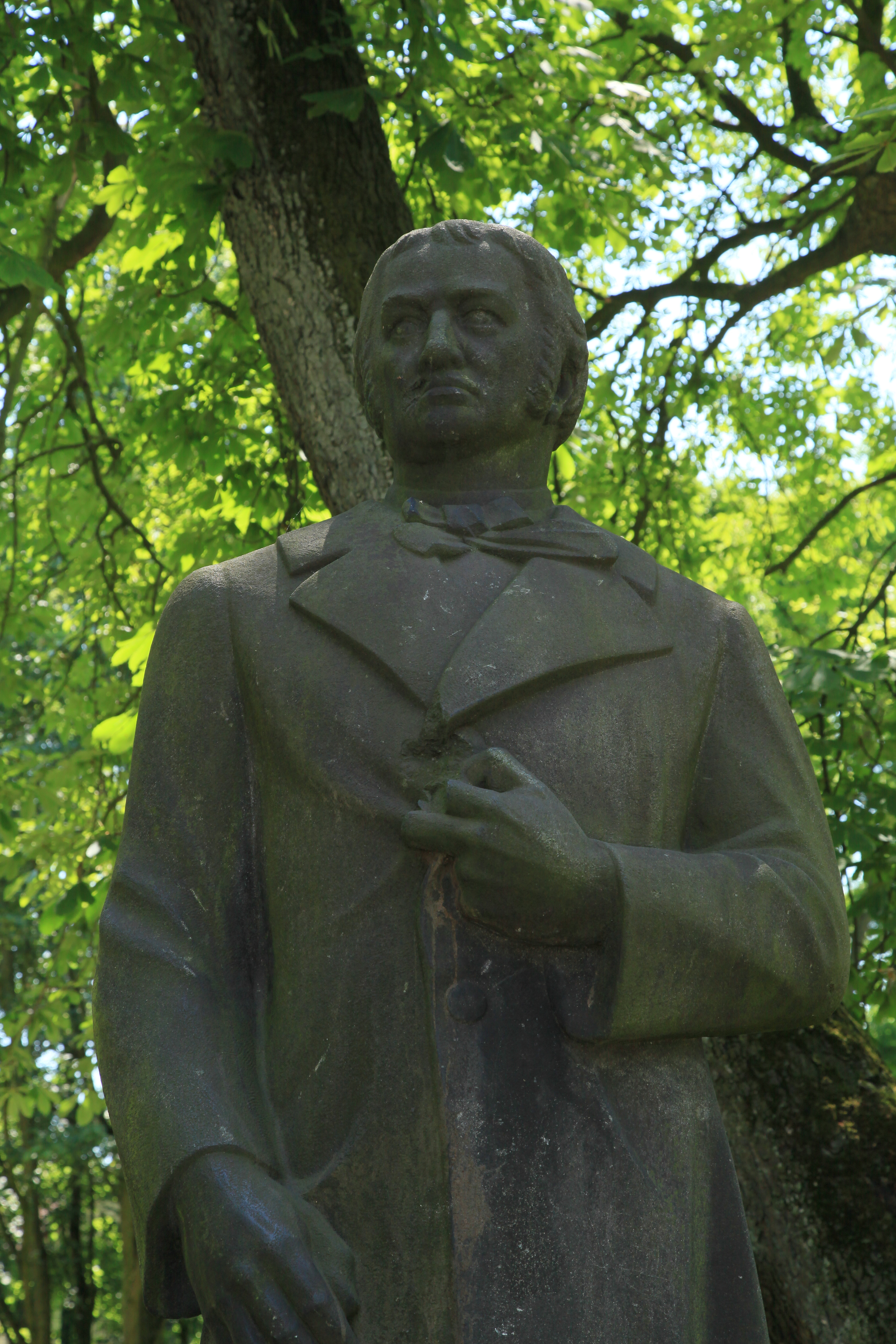
Pomnik Franza Haniela w Oberhausen.
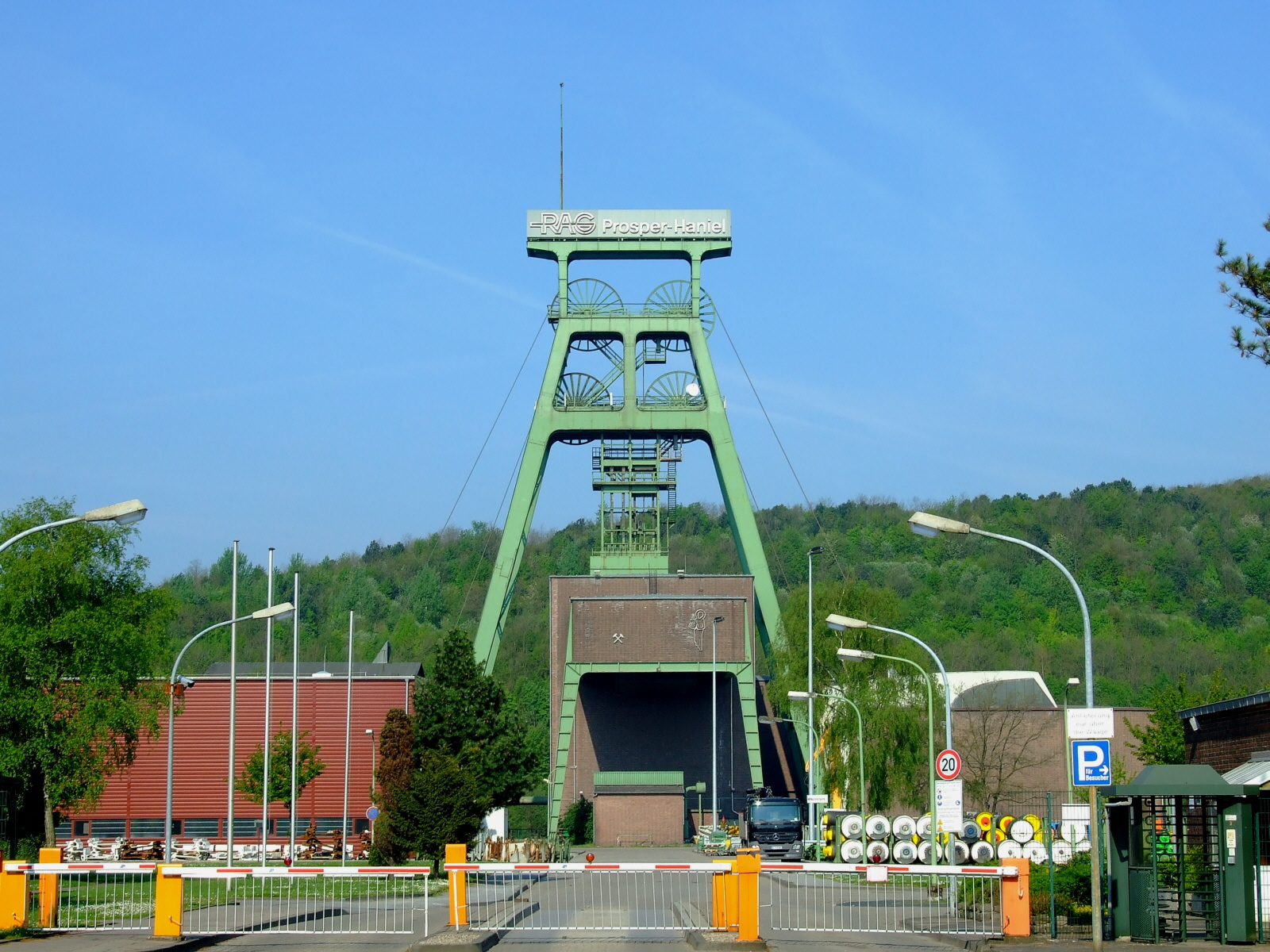
Kopalnia Franza Haniela w Bottropie.
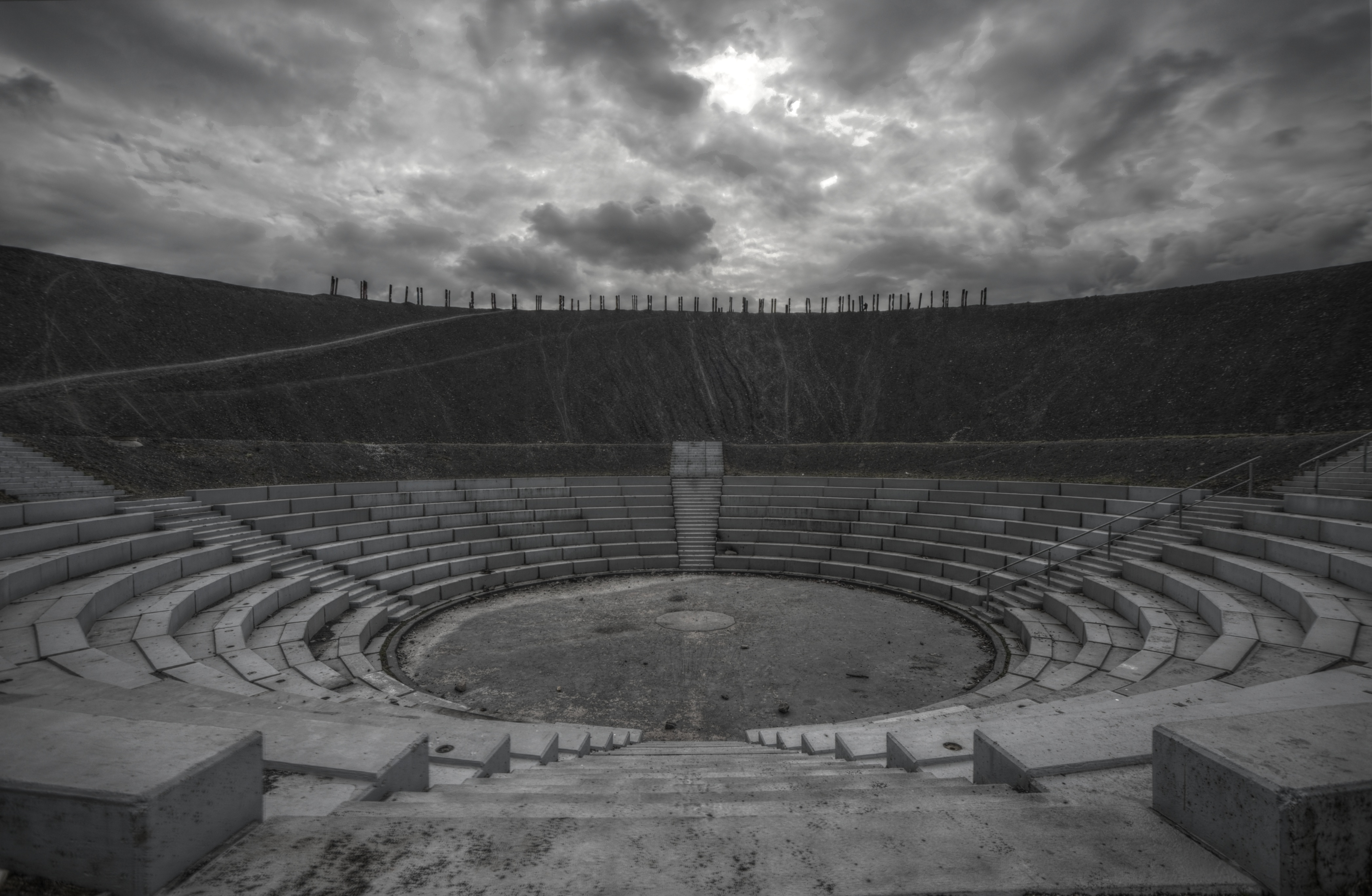
Amfiteatr na wysypisku Haniel.